# Список заслуженных артистов Российской Федерации 2001 года
Ниже приведён полный список заслуженных артистов Российской Федерации (288 человек) получивших звание в 2001 году (жирным шрифтом выделены артисты, ставшие позднее народными артистами РФ).

## 15 января 2001 — Указ № 2001,0036[1]
- Авилова Галина Анатольевна — Артистка Московского театра на Юго-Западе
- Бандурин Николай Юрьевич — Артист концертного объединения "Эстрада" при Московском государственном концертном объединении "Москонцерт"
- Баранов Николай Сергеевич — Главный дирижёр Уральского государственного театра эстрады, Свердловская область
- Беляев Александр Аркадьевич — Солист оперы Новосибирского государственного академического театра оперы и балета
- Блохина Елена Викторовна — Артистка Саратовского муниципального драматического театра Академии театральных художеств
- Бочкова Светлана Александровна — Солистка Академического хора русской песни Российского государственного музыкального центра телевидения и радиовещания, город Москва
- Бродская Людмила Фёдоровна — Солистка Хабаровского краевого театра музыкальной комедии
- Вашуков Михаил Юрьевич — Артист концертного объединения "Эстрада" при Московском государственном концертном объединении "Москонцерт"
- Велев Владимир Дмитриевич — Художественный руководитель Камерного русско-болгарского театра, город Москва
- Вивчаровский Богдан Владимирович — Помощник художественного руководителя Санкт-Петербургского государственного театра "Рок-опера"
- Виноградов Сергей Александрович — Артист Московского "Театра Луны" под руководством Сергея Проханова
- Гладкова Людмила Ильинична — Солистка Арзамасского муниципального театра оперы Нижегородской области
- Горнизов Алексей Альбертович — Режиссёр-постановщик Государственного центрального концертного зала "Россия", город Москва
- Гращенко Евгений Владимирович — Артист балета Новосибирского государственного академического театра оперы и балета
- Дёмина Наталья Александровна — Артистка Новосибирского государственного академического драматического театра "Красный факел"
- Другов Геннадий Иванович — Артист Московского государственного академического симфонического оркестра под управлением П.Когана
- Заварзина Наталья Александровна — Артистка Государственной академической хоровой капеллы имени С.Г.Эйдинова, Челябинская область
- Калачёв Павел Васильевич — Солист оперы Челябинского государственного академического театра оперы и балета имени М.И.Глинки
- Киричкова Ольга Александровна — Солистка Алтайского государственного театра музыкальной комедии, Алтайский край
- Кошванец Алексей Анатольевич — Артист Московской государственной академической филармонии
- Кутузова Елена Николаевна — Дирижёр, хормейстер Академического хора русской песни Российского государственного музыкального центра телевидения и радиовещания, город Москва
- Лобанов Сергей Анатольевич — Артист Московского театра клоунады под руководством Т.Дуровой
- Ляшенко Анатолий Николаевич — Художественный руководитель Московского театра иллюзии
- Мирзоев Залим Хажмирзович — Артист Тверского областного академического театра драмы
- Морозов Владимир Иванович — Артист Волгоградского государственного Нового экспериментального театра
- Парфёнов Виктор Петрович — Солист Алтайского государственного театра музыкальной комедии, Алтайский край
- Петрова Галина Евгеньевна — Солистка Московской государственной академической филармонии
- Петрова Татьяна Владимировна — Артистка Московского детского музыкально-драматического театра под руководством Геннадия Чихачёва
- Поляков Дмитрий Алексеевич — Артист Московского драматического театра "Камерная сцена"
- Привина Любовь Михайловна — Солистка, член правления Международного союза деятелей эстрадного искусства, город Москва
- Самсонов Владимир Викторович — Солист Санкт-Петербургского государственного театра музыкальной комедии
- Сысоев Гелий Борисович — Артист Российского государственного академического театра драмы имени А.С.Пушкина, город Санкт-Петербург
- Третьяков Евгений Германович — Художественный руководитель Государственной филармонии Алтая, Алтайский край
- Фомичёва Нина Наумовна — Лектор-музыковед, аккомпаниатор-концертмейстер Краснодарской краевой филармонии
- Цыбенов Батор Цыденович — Диктор студии радиовещания Бурятской государственной телевизионной и радиовещательной компании
- Шалагин Сергей Анатольевич — Солист Санкт-Петербургского государственного театра музыкальной комедии
- Юрин Александр Валерьевич — Артист Российской государственной цирковой компании, город Москва
- Ямпольский Александр Евгеньевич — Солист Государственного концертно-филармонического учреждения "Петербург-концерт"
- Яшуков Николай Августович — Артист Большого Московского государственного цирка на проспекте Вернадского

## 19 января 2001 — Указ № 2001,0054[2]
- Киркоров Филипп Бедросович (Бедрос) — Солист Арт-студии "Алла", город Москва

## 26 января 2001 — Указ № 2001,0081[3]
- Громова Наталья Сергеевна — Артистка Московского театра-центра имени М.Н.Ермоловой
- Зотов Валерий Васильевич — Артист Московского театра-центра имени М.Н.Ермоловой
- Савина Ирина Вадимовна — Артистка Московского театра-центра имени М.Н.Ермоловой

## 19 февраля 2001 — Указ № 2001,0204[4]
- Гумеров Марат Дамирович — Артист оркестра Государственного академического русского народного хора имени М.Е.Пятницкого
- Котов Андрей Владимирович — Артист оркестра Государственного академического русского народного хора имени М.Е.Пятницкого
- Кузнев Виктор Васильевич — Артист хора Государственного академического русского народного хора имени М.Е.Пятницкого
- Сафронов Андрей Николаевич — Артист балета Государственного академического русского народного хора имени М.Е.Пятницкого

## 22 марта 2001 — Указ № 2001,0325[5]
- Валетный Анатолий Иванович — Концертмейстер оркестра Государственного академического Большого театра России
- Данилов Владимир Михайлович — Артист хора Государственного академического Большого театра России
- Долженко Ирина Игоревна — Солистка оперы Государственного академического Большого театра России
- Иванов Константин Анатольевич — Солист балета Государственного академического Большого театра России
- Корепанов Александр Константинович — Артист мимического ансамбля Государственного академического Большого театра России
- Котов Дмитрий Александрович — Концертмейстер балета Государственного академического Большого театра России
- Лопаревич Алексей Евгеньевич — Солист балета Государственного академического Большого театра России
- Молодцова Инесса Анатольевна — Артистка хора Государственного академического Большого театра России
- Науменко Александр Анатольевич — Солист оперы Государственного академического Большого театра России
- Пальшина Элина Игоревна — Солистка балета Государственного академического Большого театра России
- Пустовая Наталья Васильевна — Солистка оперы Государственного академического Большого театра России
- Рубцова Ирина Павловна — Солистка оперы Государственного академического Большого театра России
- Тарасевич Пётр Кириллович — Заместитель концертмейстера оркестра Государственного академического Большого театра России
- Тарасов Василий Александрович — Солист оркестра Государственного академического Большого театра России
- Фавр Борис Владимирович — Артист хора Государственного академического Большого театра России
- Ферапонтов Владимир Анатольевич — Солист оркестра Государственного академического Большого театра России

## 7 мая 2001 — Указ № 2001,0521[6]
- Башлакова Татьяна Геннадьевна — Артистка Государственного театра сатиры на Васильевском, город Санкт-Петербург
- Безруков Сергей Витальевич — Артист Московского театра под руководством О.Табакова
- Боровиков Сергей Вячеславович — Артист Большого Московского государственного цирка на проспекте Вернадского
- Бородина Любовь Валентиновна — Солистка оперы Челябинского государственного академического театра оперы и балета имени М.И.Глинки
- Волков Алексей Владимирович — Артист Камерного вокально-хорового коллектива Российского государственного музыкального центра телевидения и радиовещания, город Москва
- Воронецкий Александр Арсеньевич — Артист Российской государственной цирковой компании, город Москва
- Воронина Валентина Валентиновна — Артистка дуэта "Скоморошина" Российской государственной концертной компании "Содружество", город Москва
- Воронов Яков Михайлович — Артист Иркутского академического драматического театра имени Н.П.Охлопкова
- Ворохобко Василий Степанович — Репетитор балета Государственного академического Большого театра России, город Москва
- Гусейнов Всеволод Михайлович — Артист шоу-театра "Тум-балалайка" при Культурном центре имени Соломона Михоэлса, город Москва
- Данилова Анастасия Олеговна — Артистка балета Новосибирского государственного академического театра оперы и балета
- Дегтярёв Виктор Александрович — Артист Тверского государственного областного театра для детей и молодежи
- Егоров Виталий Михайлович — Артист Московского театра под руководством О.Табакова
- Малинкин Николай Анатольевич — Артист Московского театра кукол "Жар-птица"
- Орехов Владимир Сергеевич — Артист Иркутского академического драматического театра имени Н.П.Охлопкова
- Пашинская Ирина Петровна — Солистка оркестра Государственного академического Большого театра России, город Москва
- Плаксин Глеб Васильевич — Артист кино, город Москва
- Тезов Сергей Леонидович — Артист Государственного академического Малого театра России, город Москва
- Угрюмов Всеволод Алексеевич — Главный концертмейстер Открытого общественного театра "Родом из блокады", город Санкт-Петербург
- Уманец Андрей Валерьевич — Артист Московского драматического театра "Камерная сцена"
- Шишлин Геннадий Борисович — Артист дуэта "Скоморошина" Российской государственной концертной компании "Содружество", город Москва

## 14 мая 2001 — Указ № 2001,0535[7]
- Венжик Любовь Анатольевна — Аккомпаниатор Большого детского хора федерального государственного предприятия "Всероссийская государственная телевизионная и радиовещательная компания"

## 15 мая 2001 — Указ № 2001,0541[8]
- Арбуз Сергей Иванович — Артист ансамбля "Русское инструментальное трио", Приморский край
- Арзамасова-Калинина Галина Сергеевна — Солистка Московской государственной академической филармонии
- Гуськов Алексей Геннадьевич — Артист кино, город Москва
- Дёмин Кирилл Вадимович — Артист Государственного академического Малого театра России, город Москва
- Жиров Михаил Николаевич — Артист Московского театра "Сопричастность"
- Капитан Александр Кириллович — Артист ансамбля "Русское инструментальное трио", Приморский край
- Кондратьева Ольга Игоревна — Доцент Российской академии музыки имени Гнесиных, город Москва
- Коппалов Владимир Петрович — Артист Московского театра на Юго-Западе
- Лебедев Михаил Серафимович — Артист театра "Содружество актёров Таганки", город Москва
- Лундин Илья Владимирович — Солист Российского государственного симфонического оркестра кинематографии, город Москва
- Ляхов Николай Васильевич — Артист ансамбля "Русское инструментальное трио", Приморский край
- Мещеринов Андрей Львович — Преподаватель Академического музыкального училища при Московской государственной консерватории имени П.И.Чайковского, город Москва
- Оглу Татьяна Васильевна — Артистка Московского музыкально-драматического цыганского театра "Ромэн"
- Семикопенко Александр Семёнович — Артист Ростовского-на-Дону академического театра драмы имени М.Горького
- Ставрогина Елена Зиновьевна — Артистка Санкт-Петербургской киностудии "Ленфильм"
- Тертерян Жаннетта Гургеновна — Режиссёр-постановщик Московского детского музыкального театра "Экспромт"
- Тома (Фомичёва) Светлана Андреевна — Артистка кино, город Москва, заслуженная артистка Молдавской ССР (1979).
- Фоченко Игорь Михайлович — Артист, концертмейстер Государственной концертной организации оркестра русских народных инструментов "Метелица", Ленинградская область
- Шарапова Лилия Семёновна — Артистка Московского академического театра сатиры

## 31 мая 2001 — Указ № 2001,0615[9]
- Вавилов Вячеслав Викторович — Артист Санкт-Петербургского государственного детского драматического театра "На Неве"
- Васин Анатолий Михайлович — Артист Государственного камерного оркестра джазовой музыки под управлением Олега Лундстрема, город Москва
- Колесова-Расторгуева Марфа Петровна — Артистка, директор детской студии Государственного цирка Республики Саха (Якутия)
- Межаков Борис Васильевич — Главный балетмейстер Государственного ансамбля песни и пляски "Казачья воля", Волгоградская область
- Мишунин Анатолий Иванович — Художественный руководитель ансамбля русской музыки "Россы", председателю комитета по культуре администрации Амурской области
- Орлов Дмитрий Эдуардович — Солист Государственного академического ансамбля народного танца под руководством Игоря Моисеева, город Москва
- Ошкуков Владимир Николаевич — Солист Омского государственного музыкального театра
- Расторгуев Сергей Васильевич — Артист, директор, художественный руководитель Государственного цирка Республики Саха (Якутия)
- Сенцов Александр Сергеевич — Артист Хакасского республиканского театра кукол "Сказка"

## 6 июня 2001 — Указ № 2001,0656[10]
- Аравушкин Александр Юрьевич — Артист Новгородского академического театра драмы имени Ф.М.Достоевского
- Добер Александр Владимирович — Концертмейстер Российского государственного симфонического оркестра кинематографии
- Журавлёва Алла Григорьевна — Диктор федерального государственного предприятия "Сочинская государственная телевизионная и радиовещательная компания", Краснодарский край
- Зимина Мария Михайловна — Артистка Московского театра "Сопричастность"
- Кагаков Сергей Александрович — Артист Самарского академического театра драмы имени М.Горького
- Мищенко Василий Константинович — Артист Московского театра "Современник"
- Орфенова Любовь Анатольевна — Концертмейстер Московского музыкального театра "Геликон"
- Скорокосов Валерий Георгиевич — Артист театра драмы и комедии "Галёрка" города Омска
- Сучков Иван Васильевич — Артист Новгородского академического театра драмы имени Ф.М.Достоевского
- Федорков Александр Степанович — Артист объединения "Региональный общественный благотворительный фонд поддержки эстрадных исполнителей "Центр АРС", город Москва
- Шаляпин Анатолий Константинович — Артист Московского "Театра Луны" под руководством Сергея Проханова
- Шиловская Лариса Юрьевна — Солистка Московской областной государственной филармонии

## 28 июня 2001 — Указ № 2001,0779[11]
- Байков Вячеслав Петрович — Артист Государственного национального театра Удмуртской Республики
- Владыкина Галина Михайловна — Артистка Государственного национального театра Удмуртской Республики
- Волохов Валерий Андреевич — Художественный руководитель Коми республиканской филармонии
- Гербер Игорь Александрович — Доцент, проректор Красноярского государственного института искусств
- Кольвах Лариса Ивановна — Художественный руководитель музыкально-литературного лектория Ростовской областной государственной филармонии
- Николаев Вячеслав Иванович — Артист Московского государственного драматического театра "Сфера"
- Пупырев Сергей Алексеевич — Артист Московского областного государственного театра "Русский балет"
- Райкин Вадим Николаевич — Артист Московского театрального центра "Вишнёвый сад"
- Рубцов Евгений Николаевич — Солист муниципального учреждения культуры "Симфонический оркестр" города Калининграда
- Рычкова Анна Ивановна — Артистка Хакасского республиканского театра кукол "Сказка"
- Сигуней Владимир Эйнович — Преподаватель детской школы искусств города Дудинки Таймырского (Долгано-Ненецкого) автономного округа
- Турчин Всеволод Михайлович — Артист Самарского академического театра драмы имени М.Горького
- Федотов Владимир Сергеевич — Доцент Казанского государственного педагогического университета Республики Татарстан

## 19 июля 2001 — Указ № 2001,0892[12]
- Алексеева Наталья Петровна — Доцент Красноярского государственного института искусств
- Иванов Анатолий Васильевич — Доцент Красноярского государственного института искусств
- Каменская Людмила Романовна — Артистка Московской областной государственной филармонии
- Кветковский Владимир Иванович — Артист Красноярской государственной филармонии
- Ковалёв Сергей Станиславович — Артист Московского театрального центра "Вишнёвый сад"
- Мельникова Екатерина Владимировна — Солистка Московского музыкального театра "Геликон"
- Мосов Юрий Григорьевич — Артист Красноярской государственной филармонии
- Оника Валерий Васильевич — Артист Норильского Заполярного театра драмы имени Вл.Маяковского, Красноярский край
- Смирнов Андрей Петрович — Артист оркестра Государственного академического Мариинского театра, город Санкт-Петербург
- Страутман Георгий Иванович — Дирижёр оркестра Государственного академического Мариинского театра, город Санкт-Петербург

## 6 сентября 2001 — Указ № 2001,1106[13]
- Абрамов Андрей Витальевич — Артист Челябинского государственного Камерного театра
- Артемьев Геннадий Михайлович — Артист Димитровградского драматического театра Ульяновской области
- Басков Николай Викторович — Артист общества с ограниченной ответственностью "Продюсерская компания "МСК", город Москва
- Бибеева Ирина Николаевна — Доцент Тюменского государственного института искусств и культуры
- Волков Иван Иванович — Артист Государственного камерного оркестра джазовой музыки под управлением Олега Лундстрема, город Москва
- Гилев Александр Николаевич — Преподаватель детской музыкальной школы N 1 города Петропавловска-Камчатского
- Журкин Владимир Вячеславович — Артист Государственного камерного оркестра джазовой музыки под управлением Олега Лундстрема, город Москва
- Новикова Надежда Ивановна — Артистка Ярославского государственного театра кукол
- Поляков Геннадий Павлович — Артист муниципального театра для детей и юношества города Северска Томской области
- Попенко Таисия Евгеньевна — Артистка Ярославского театра юного зрителя
- Пудова Валентина Тихоновна — Солистка Удмуртской государственной филармонии
- Ситников Андрей Германович — Солист балета Государственного академического Большого театра России, город Москва
- Смирнов Валерий Валентинович — Артист Ярославского государственного театра кукол
- Соловьёва Елена Юрьевна — Лектор-музыковед Хабаровской краевой филармонии
- Стародубцева Ирина Филипповна — Солистка Курской государственной областной филармонии
- Телегина Татьяна Михайловна — Артистка Амурского государственного театра драмы
- Туаев Владимир Кузьмич — Директор Владикавказского училища искусств имени В.А.Гергиева, Республика Северная Осетия -Алания
- Чебыкин Николай Петрович — Артист Липецкого государственного академического театра драмы имени Л.Н.Толстого

## 24 сентября 2001 — Указ № 2001,1145[14]
- Алешков Виктор Прокопьевич — Артист Государственного камерного музыкального театра "Санктъ-Петербургъ Опера"
- Ананян Юрий Гамлетович — Артист Санкт-Петербургского государственного академического театра балета под руководством Б.Эйфмана
- Балдов Владимир Георгиевич — Артист Московского областного государственного драматического театра имени А.Н.Островского
- Балиев Сергей Артёмович — Артист Бийского муниципального драматического театра Алтайского края
- Булычевская Елена Сергеевна — Артистка Астраханского государственного драматического театра
- Варецкий Валентин Сергеевич — Главный режиссёр Ногинского государственного драматического театра Московской области
- Вдовина (Чернова) Наталья Геннадиевна — Артистка Российского государственного театра "Сатирикон" имени Аркадия Райкина, город Москва
- Гаврилова Людмила Семёновна — Артистка Московского драматического театра имени Н.В.Гоголя
- Гонтарь Виктор Михайлович — Солист Уральского государственного академического русского народного хора, Свердловская область
- Добронравов Борис Владимирович — Артист Астраханского государственного драматического театра
- Закирова Рузия Идиятулловна — Артистка Татарского государственного академического театра имени Галиасгара Камала, Республика Татарстан
- Заниздра Владимир Владимирович — Солист Государственного академического Кубанского казачьего хора, Краснодарский край
- Золина Валентина Михайловна — Артистка Калининградского областного драматического театра
- Иванов Николай Сергеевич — Солист Государственного академического русского концертного оркестра "Боян", город Москва
- Конопатин Василий Яковлевич — Артист Пензенского государственного областного драматического театра имени А.В.Луначарского
- Кусенкова Марина Алексеевна — Артистка балета Магаданского государственного музыкального и драматического театра
- Логиновский Юрий Сергеевич — Артист Мичуринского государственного драматического театра Тамбовской области
- Ляпичев Владимир Иванович — Художественный руководитель Государственного Донского казачьего театра, Волгоградская область
- Мещанинова Нина Ивановна — Артистка Ленинградского областного государственного драматического театра "Комедианты"
- Наврузбеков Эседуллах Сеферулаевич — Художественный руководитель Государственного Лезгинского музыкально-драматического театра имени С.Стальского, Республика Дагестан
- Нехороших Светлана Борисовна — Артистка Пензенского государственного областного драматического театра имени А.В.Луначарского
- Прокофьева Ольга Евгеньевна — Артистка Московского академического театра имени Вл.Маяковского
- Расулов Рауф Агасалаевич — Артист Большого Московского государственного цирка на проспекте Вернадского
- Ролдугин Александр Георгиевич — Солист Государственного предприятия "Липецкая филармония"
- Русскин Сергей Викторович — Артист Ленинградского областного государственного драматического театра "Комедианты"
- Серёгин Юрий Валентинович — Артист Государственного ансамбля народной музыки, песни и танца "Русский Север" Вологодской области
- Табиева Марижат Ахмедгаджиевна — Артистка Большого Московского государственного цирка на проспекте Вернадского
- Худолеев Анатолий Григорьевич — Артист Санкт-Петербургского государственного академического драматического театра имени В.Ф.Комиссаржевской
- Цирульник Михаил Павлович — Солист Государственного академического Кубанского казачьего хора, Краснодарский край
- Шаврин Александр Валерьевич — Артист Московского академического театра имени Вл.Маяковского
- Шкарупа Валерий Дмитриевич — Доцент Уральской государственной консерватории имени М.П.Мусоргского, Свердловская область
- Шульга Наталья Петровна — Артистка Пермского театра юного зрителя

## 11 октября 2001 — Указ № 2001,1201[15]
- Абрамова Надежда Константиновна — Солистка Национального академического оркестра народных инструментов России имени Н.П.Осипова, город Москва
- Амелина Марина Георгиевна — Доцент Нижегородской государственной консерватории имени М.И.Глинки
- Брук Виталий Николаевич — Художественный руководитель, главный дирижёр Оренбургского государственного областного театра музыкальной комедии
- Зырянова Людмила Даниловна — Солистка Государственной филармонии на Кавказских Минеральных Водах, Ставропольский край
- Иванова Марина Ивановна — Артистка Российского государственного театра "Сатирикон" имени Аркадия Райкина, город Москва
- Изотов Николай Михайлович — Концертмейстер группы флейт оркестра Красноярского государственного театра оперы и балета
- Калашниченко Александр Александрович — Артист Пермского театра юного зрителя
- Кондратьев Валерий Павлович — Артист Нижегородского театра комедии
- Кореневский Владимир Васильевич — Артист ансамбля русских народных инструментов имени Н.П.Будашкина Читинской областной государственной филармонии
- Кочергин Сергей Геннадиевич — Артист Тамбовского государственного театра кукол
- Леташова Людмила Дмитриевна — Артистка Республиканского Русского драматического театра имени М.Горького, Республика Дагестан
- Микова Галина Аркадьевна — Артистка Государственного академического театра драмы имени В.Савина, Республика Коми
- Мирошкин Александр Данилович — Артист Новоуральского театра кукол "Сказ", Свердловская область
- Налетов Игорь Иванович — Артист Московского областного государственного драматического театра имени А.Н.Островского
- Рабинович Леонид Натанович — Артист Магаданского областного театра кукол
- Рачковский Олег Давидович — Балетмейстер Краснодарского театра балета
- Решетникова Тамара Анфимовна — Артистка Новосибирского академического молодежного театра "Глобус"
- Рогульченко Владимир Дмитриевич — Главный режиссёр Краснодарского театра юного зрителя
- Серебренников Евгений Георгиевич — Артист, художественный руководитель Удмуртского театра фольклорной песни "Айкай"
- Топорков Валерий Петрович — Солист Уральского государственного театра эстрады, Свердловская область
- Цивилёва Лидия Анатольевна — Артистка Государственного академического театра драмы имени В.Савина, Республика Коми
- Четоева Ольга Ивановна — Солистка Национального академического оркестра народных инструментов России имени Н.П.Осипова, город Москва
- Шаповалов Вячеслав Иванович — Артист Нижегородского театра юного зрителя
- Шевченко Инна Васильевна — Артистка Национального академического оркестра народных инструментов России имени Н.П.Осипова, город Москва
- Шибагутдинов Евгений Евгеньевич — Главный режиссёр Московской дирекции по подготовке и проведению массовых мероприятий
- Яцко Игорь Владимирович — Артист Московского театра "Школа драматического искусства"

## 1 ноября 2001 — Указ № 2001,1267[16]
- Асимов Владимир Абдурахимович — Солист группы "На-На" закрытого акционерного общества "На-На и К", город Москва
- Башкирцева Наталья Валерьевна — Солистка балета Санкт-Петербургского государственного академического театра балета
- Будённый Александр Гаврилович — Художественный руководитель, концертмейстер Государственной Ставропольской краевой филармонии
- Булдыгеров Юрий Серафимович — Артист Кинешемского государственного драматического театра имени А.Н.Островского Ивановской области
- Горин Анатолий Александрович — Артист Санкт-Петербургского государственного академического драматического театра имени В.Ф.Комиссаржевской
- Гребенкин Евгений Серафимович — Солист Арзамасского муниципального театра оперы Нижегородской области
- Громовиков Валерий Степанович — Артист Хабаровского краевого театра юного зрителя
- Епишина Татьяна Арнольдовна — Концертмейстер Новосибирского государственного академического театра оперы и балета
- Есипенко Марина Николаевна — Артистка Государственного академического театра имени Евг.Вахтангова, город Москва
- Ефремов Герман Тимофеевич — Солист оперы Красноярского государственного театра оперы и балета
- Жеребкин Вячеслав Пантелеевич — Солист группы "На-На" закрытого акционерного общества "На-На и К", город Москва
- Каткасова Ирина Ивановна — Солистка балета Краснодарского театра балета
- Князькова Елена Михайловна — Солистка балета Краснодарского театра балета
- Минаева Наталья Евгеньевна — Артистка Московской государственной академической филармонии
- Назиров Руфат Фуатович — Артист Большого Московского государственного цирка на проспекте Вернадского
- Назирова Тамила Фуатовна — Артистка Большого Московского государственного цирка на проспекте Вернадского
- Николаева Марина Львовна — Артистка Московского Нового драматического театра-студии
- Политов Владимир Петрович — Солист группы "На-На" закрытого акционерного общества "На-На и К", город Москва
- Прокопов Вячеслав Михайлович — Заведующий кафедрой Российской академии музыки имени Гнесиных, город Москва
- Пряхин Владимир Николаевич — Артист балета Государственного академического хореографического ансамбля "Берёзка", город Москва
- Рутберг Юлия Ильинична — Артистка Государственного академического театра имени Евг.Вахтангова, город Москва
- Рыбакова Наталья Николаевна — Доцент кафедры Челябинского музыкального училища (вуза) имени П.И.Чайковского
- Соловьёв Сергей Витальевич — Артист Государственного ансамбля народной музыки, песни и танца "Русский Север", Вологодская область
- Сотников Александр Павлович — Дирижёр Государственного академического Большого театра России, город Москва
- Сотникова Елена Викторовна — Артистка Государственного академического театра имени Евг.Вахтангова, город Москва

## 21 ноября 2001 — Указ № 2001,1338[17]
- Белякова Валентина Сергеевна — Солистка Московского государственного академического театра оперетты
- Гребешкова Нина Павловна — Артистка киноконцерна "Мосфильм"
- Дребнёва Людмила Николаевна — Артистка Московского театра "Школа драматического искусства"
- Дударенко Элина Константиновна — Артистка республиканского академического Русского театра имени Е.Вахтангова, Республика Северная Осетия - Алания
- Елпатова Наталья Сергеевна — Артистка республиканского академического Русского театра имени Е.Вахтангова, Республика Северная Осетия - Алания
- Ковалёва Ольга Игоревна — Солистка Государственного камерного музыкального театра "Санктъ-Петербургъ Опера"
- Ковалевская Наталья Александровна — Концертмейстер Российского государственного симфонического оркестра, город Москва
- Силаева Татьяна Ивановна — Артистка Государственного театра оперы и балета Удмуртской Республики
- Сорочан (Исакова) Галина Ивановна — Солистка Государственного концертно-филармонического учреждения "Петербург-концерт"
- Сыченков Николай Максимович — Артист республиканского Русского драматического театра имени М.Горького Республики Дагестан
- Товстоног Нина Владимировна — Солистка оперы Нижегородского государственного академического театра оперы и балета имени А.С.Пушкина
- Турик (Вершинина) Александра Николаевна — Артистка республиканского академического Русского театра имени Е.Вахтангова, Республика Северная Осетия - Алания
- Щеглов Александр Алексеевич — Артист республиканского Русского театра драмы и комедии Республики Калмыкия
- Яценко Анастасия Семёновна — Солистка балета Государственного академического Большого театра России, город Москва

## 23 декабря 2001 — Указ № 2001,1473[18]
- Ахундов Тофик Гусейнович — Артист Российской государственной цирковой компании, город Москва. Народный артист Азербайджанской ССР (17 мая 1989 года).
- Бобкова Наталья Михайловна — Артистка Костромского областного театра кукол
- Боброва Надежда Сергеевна — Артистка Московского музыкально-драматического цыганского театра "Ромэн"
- Василевский Борис Петрович — Артист Московского музыкально-драматического цыганского театра "Ромэн"
- Грохольский Роман Андреевич — Артист Московского музыкально-драматического цыганского театра "Ромэн"
- Коньшина Галина Павловна — Артистка Московского концертного объединения "Эстрада"
- Кузнецова Галина Олеговна — Артистка Московского областного государственного театра юного зрителя
- Лазарева Ирина Анатольевна — Репетитор мимического ансамбля Государственного академического Большого театра России, город Москва
- Легкоступова Валентина Валерьевна — Солистка Московского концертного объединения "Эстрада"
- Лекарев Николай Григорьевич — Артист Московского музыкально-драматического цыганского театра "Ромэн"
- Лискович Аркадий Наумович — Артист, концертмейстер Академического симфонического оркестра Санкт-Петербургской академической филармонии имени Д.Д.Шостаковича
- Лукьянов Владимир Исахарович — Второй концертмейстер Российского национального оркестра, город Москва
- Махов Владимир Тимофеевич — Артист, режиссёр Уральского государственного театра эстрады, Свердловская область
- Меерович Даниил Григорьевич — Артист, концертмейстер Академического симфонического оркестра Санкт-Петербургской академической филармонии имени Д.Д.Шостаковича
- Мещанов Алексей Викторович — Артист Российской государственной цирковой компании, город Москва
- Овсиенко Татьяна Николаевна — Солистка регионального общественного благотворительного фонда поддержки эстрадных исполнителей "Центр "АРС", город Москва
- Одиянкова Людмила Васильевна — Артистка Камерного Русско-Болгарского театра, город Москва
- Парамонова Светлана Владимировна — Солистка Российского национального оркестра, город Москва
- Печатин Сергей Валентинович — Артист, концертмейстер Академического симфонического оркестра Санкт-Петербургской академической филармонии имени Д.Д.Шостаковича
- Поливанов Валерий Валентинович — Солист, концертмейстер Российского национального оркестра, город Москва
- Резаев Владимир Геннадьевич — Артист Саратовского театра кукол "Теремок"
- Сигалова Алла Михайловна (Моисеевна) — Доцент Российской академии театрального искусства, город Москва
- Сураков Сергей Анатольевич — Артист Московского музыкально-драматического цыганского театра "Ромэн"
- Толкунов Сергей Васильевич — Артист творческого объединения "Арт" Московского государственного концертного объединения "Москонцерт" - театра музыкальной драмы и песни под руководством В.Толкуновой
- Яковенко Татьяна Александровна — Артистка Российского государственного "Театра на Покровке", город Москва